# Josef Hölzl (Warenkundler)
Josef Hölzl (* 28. September 1925 in Ybbsitz, Niederösterreich; † 6. Dezember 2022) war ein österreichischer Wissenschaftler, der als Ordinarius an der Wirtschaftsuniversität Wien das „Institut für Technologie und Warenwirtschaftslehre“ von 1972 bis 1991 leitete.

## Karriere
Nach dem Lehramtsstudium für Naturgeschichte an der Universität Wien promovierte er 1955 mit einem Thema zur Ökologie bei den Pflanzenphysiologen Richard Biebl und Karl Höfler.
Im gleichen Jahr begann er als Assistent an der Technischen Hochschule am „Institut für Botanik, technische Mikroskopie und organische Rohstofflehre“, dort habilitierte er sich 1965 mit der Venia „Botanik mit besonderer Berücksichtigung der technisch verwendeten Naturstoffe“.
Gemeinsam mit dem Institutsvorstand Engelbert Bancher gab er das Buch „Bau und Eigenschaften der organischen Naturstoffe. Einführung in die organische Rohstofflehre“ heraus, das in Rohstofflehre und Warenkunde zu einem Standardwerk geworden ist. In der Ausrichtung seiner wissenschaftlichen Befassung in der organischen Rohstofflehre stand Hölzl in der Tradition einer Reihe prominenter Vorgänger der Wiener Technischen Warenkunde wie Julius Wiesner (1836–1916).
Josef Hölzl wurde 1971 an der Technischen Hochschule zum tit. a.o. Prof. ernannt und war dann auch bis 1982 Vorstand des Botanischen Instituts der Tierärztlichen Hochschule in Wien. Zudem wurde Josef Hölzl 1972, nach dem frühen Ableben von Gustav Hofbauer, zum Nachfolger des Edmund Grünsteidl, zum a.o. Hochschulprofessor an der Hochschule für Welthandel berufen.

## Lehrkanzel
Die technisch-gewerbliche Warenkunde und die kaufmännische Warenkunde waren in einem Institut vereint. Vorgänger dieser wissenschaftsgeschichtlich Johann Beckmann folgenden Fachkultur waren Julius Wiesner und Wilhelm Exner, die zu Klassikern der Warenkunde und Technologie geworden sind. Dem von Ernst Beutel als „Institut für Warenkunde“ an der Hochschule für Welthandel begonnenen, von ihm 1926 in „Technologisches Institut“ umbenannten und von Edmund Grünsteidl seit 1946 weitergeführten „Institut für Technologie und Warenwirtschaftlehre“ stand Josef Hölzl ab 1972 bis zur Emeritierung 1991 vor. Die von E. Grünsteidl zur Warenlehre begonnene Theorie-Findung setzte Josef Hölzl als auf Ganzheitlichkeit ausgerichtetes Fachprojekt fort.
Die Pionierleistung von Josef Hölzl war es, das Fach „Warenlehre“ auf eine sichere theoretische Basis gestellt zu haben, einerseits in der Warensystematik und Warenklassifikation, andererseits mit der Interdisziplinarität der allgemeinen Systemtheorie, welche in der Problemstellung der allgemeinen Technologie und Realökonomie die Umwelt einbezieht. Josef Hölzls ganzheitliches Konzept der Warenlehre (Trias: Technik/Wirtschaft/Umwelt) ist wissenschaftstheoretisch im bioökonomischen Paradigma (Nicholas Georgescu-Roegen) abgesichert. In der generalistisch-transdisziplinären Warenwissenschaft sah er ein Grundlagenfach zur nachhaltigen Managementlehre. Der Nachfolger auf seiner Lehrkanzel Gerhard Vogel änderte die Institutsbezeichnung von „Warenwirtschaftslehre“ auf „nachhaltiges Produktmanagement“.
1978 ergab sich an den kaufmännischen Lehranstalten durch Integration der Fächer „Naturgeschichte“ und „Warenkunde mit Einschluss der Technologie“ die geistes- und naturwissenschaftliche Studienrichtung „Biologie und Warenlehre“  als Lehramt zu verankern. Wissenschaftstheoretische Grundlagen hat Kiridus-Göller in einer fachdidaktischen Dissertation dargestellt. Diese von Hölzl 1982 eingeführte interuniversitäre Studienrichtung ist ein Jahrzehnt nach der Emeritierung Josef Hölzls, zur Jahrtausendwende abgeschafft worden.
Neben seiner Lehre in den naturwissenschaftlichen Disziplinen der Allgemeinen, Anorganischen und Organischen Warenlehre sowie der Allgemeinen und Speziellen Technologie betreute er zahlreiche Diplomarbeiten und Dissertationen, insbesondere zu Lebensmitteltechnologie.
Für die Wissenschaftsgeschichte bedeutsam ist die mit der Schließung der Lehrkanzel einhergehende Beendigung einer akademischen Tradition, wie sie weltweit einmalig nach dem Vorbild von Johann Beckmann seit der Kaiserin Maria Theresia in Österreich über zwei Centennien weiter gepflegt wurde.

## Würdigungen
Dem wissenschaftlichen Generalismus folgend hat Josef Hölzl 1976 durch Gründung der Internationalen Gesellschaft für Warenkunde und Technologie (IGWT) weltweit alle warenwissenschaftlichen Gesellschaften zusammengeführt. Im selben Jahr hat er mit Otto Gekeler, der an der Gründung der Deutschen Gesellschaft für Warenkunde und Technologie (DGWT) maßgeblich beteiligt war, mit der Herausgabe der internationalen Zeitschrift „Forum Ware“ begonnen.
Zur Emeritierung Josef Hölzls fand 1991 ein Ehren-Symposium statt: „Auf der Suche nach dem Gemeinsamen. Technik / Wirtschaft / Ökologie.“ Sein Erkenntnisinteresse galt der „Physis“ der Produktionsvorgänge im sozio-ökonomischen System, welchen der Mensch Richtungen vorgibt: „Redliche Wissenschaftler müssen aus eigenem Antrieb tätig werden“. In Würdigung seines wissenschaftlichen Lebenswerks wurde im Darwin-Jahr 2009 das Symposium „Evolution-Ware-Ökonomie“ abgehalten.
Für herausragende Leistungen auf dem Gebiet der Warenlehre wurde Josef Hölzl die Johann Beckmann Medaille von der Gesellschaft für Technikgeschichte verliehen.
Josef Hölzl war ein Physiologe, der sein Leben und seinen Leichnam der Wissenschaft gewidmet hat.

## Mitgliedschaften
- ÖGWT - Österreichische Gesellschaft für Warenwissenschaften und Technologie sowie ÖGWT Webseite – Österreichische Gesellschaft für Warenwissenschaften und Technologie: Gründer, erster Präsident
- IGWT – Internationale Gesellschaft für Warenwissenschaften und Technologie: Gründer, erster Präsident;

## Schriften
- mit Engelbert Bancher: Bau und Eigenschaften der organischen Naturstoffe. Springer, Wien 1965, ISBN 978-3-7091-8125-6. https://link.springer.com/book/10.1007/978-3-7091-8125-6
- Geschichte der Warenkunde in Österreich. Schriftenreihe des Instituts für Technologie und Warenwirtschaftslehre. Band 1982/5. WU Wien 1982, DNB 881114928.
- Allgemeine Technologie. Schriftenreihe des Instituts für Technologie und Warenwirtschaftslehre. Band 1984/1. WU Wien 1984. 2. erw. Aufl. 1989, DNB 942538420. WUW AC00368991
- Einführung in die Warenlehre. Oldenbourg, München 1989.- Reprint: Einführung in die Warenanalyse. de Gruyter, Berlin 2018, ISBN 978-3-486-21334-8. https://doi.org/10.1515/9783486782844 WUW AC00030689
- Anorganische Warenlehre. Uebereuter, Wien 1979. WUW AC06787802
- Organische Warenlehre. Uebereuter, Wien 1981. WUW AC06787787
- mit Helge Gasthuber, Karl Prah: Studie zum Lehrplan und Lehrstoff des Pflichtgegenstandes „Naturwissenschaft und Technologie“ an der Höheren Lehranstalt für die Fremdenverkehrswirtschaft. Schriftenreihe des Institutes für Technologie und Warenwirtschaftslehre der Wirtschaftsuniversität Wien. Band 1976/1. Wien 1976. WUW AC02925626
- mit Engelbert Bancher: Zur Darstellung und Ursache der tangentialen Schichtung im Stärkekorn. in: Starch – Stärke, WILEY-VCH Verlag GmbH, Vol. 16 (3) 1964, p. 81–84. DOI
- mit Engelbert Bancher, Johannes Washüttl: Analyse des P- und N-Gehalts von Kartoffel- und Weizenstärke im Zusammenhang mit deren Färbeverhalten. in: Die Stärke, WILEY-VCH Verlag GmbH, Vol. 17 (12) 1965, p. 373–377. DOI

## Betreute Diplomarbeiten und Dissertationen (Auszug)
- Franz Gollinger: Glas für gehobene Ansprüche im Rahmen der österreichischen Glasindustrie : dargestellt an einem bedeutenden österreichischen Unternehmen. Diplomarbeit, Wirtschaftsuniversität Wien, Wien 1975. WUW AC02280954
- Dietmar Gasser: Industrie, Umweltzustand und Maßnahmen zum Schutz der Umwelt in Kärnten. Diplomarbeit, Wirtschaftsuniversität Wien, Wien 1984. WUW AC01562703
- Gabriele Luger: Regelungen zur Kontrolle von gesundheits- und umweltgefährdenden Stoffen und Produkten aus internationaler Sicht. Diplomarbeit, Wirtschaftsuniversität Wien, Wien 1984. WUW AC01562025
- Andreas Chovanec: Die Verwendung von Stoffen mit pharmakologischer Wirkung in der Tiermast. Diplomarbeit, Wirtschaftsuniversität Wien, Wien 1985. WUW AC01495672
- Veronika Panzenböck: Zuckerersatzstoffe : technologische, wirtschaftliche und ernährungsphysiologische Bedeutung. Diplomarbeit, Wirtschaftsuniversität Wien, Wien 1985. WUW AC01459635
- Michael Vogel: Identifikation der wichtigsten Einflußfaktoren auf das Innovationspotential einer Unternehmung: Möglichkeiten der Bewertung und Gestaltung dieser Faktoren. Diplomarbeit, Wirtschaftsuniversität Wien, Wien 1993. WUW AC00751608
- Rudolf Griesser: Technoökonomische und energetische Analysen in der Süßwarenindustrie. Diplomarbeit, Wirtschaftsuniversität Wien, Wien 1994. WUW AC02336323
- Josef E. Wöss: Die Beziehungen privater Unternehmen und öffentlicher Verwaltung im Hinblick auf technologische Innovation. Diplomarbeit, Wirtschaftsuniversität Wien, Wien 1994. WUW AC01015057
- Josef M. Bergant: Forschungsmarketing in Österreich: Marketing für Forschung und Entwicklung. Dissertation, Wirtschaftsuniversität Wien, Wien 1989. WUW AC00018643